# Országos Természetvédelmi Hivatal
Az Országos Természetvédelmi Hivatal az  állami természetvédelem szerve volt a Magyar Népköztársaság idején.

## Története
Magyarországon 1962-től az Országos Természetvédelmi Hivatal (OTvH)  lett a védetté nyilvánító hatóság. A Magyar Népköztársaság Elnöki Tanácsa hozta létre a természetvédelemről szóló 1961. évi 18. tvr-rel.
A Hivatal egykori elnökének, Rakonczay Zoltánnak a véleménye szerint a Hivatal az előző elnök időszakában - sajnálatosan -  nem hozta meg a várt eredményt. A védetté nyilvánítások szinte álltak, a főhatóság területi szervei nem alakultak meg, a természetvédelmet támogató tudományos és társadalmi körökkel a kapcsolat nem alakult ki. A természetvédelmi oltalom alatt álló területek kiterjedése még egy évtizeddel később is az ország területének csak 0,2%-át tette ki.

## Elnökei
- Tildy Zoltán (1962 – 1971),
- Rakonczay Zoltán (1971 – 1977).

## Jogállása
A Minisztertanács felügyelete alá tartozott. Elnökét a Minisztertanács nevezte ki.
Az Országos Természetvédelmi Hivatal hatáskörébe tartozott a természetvédelem irányítása és ellenőrzése, a védetté nyilvánítás, a védettség feloldása; gondoskodott a védett tárgyak fenntartásáról, megőrzéséről és kezeléséről, irányította a természetvédelem eredményeinek feldolgozását, ismertetését és a természetvédelem népszerűsítését.
A természetvédelem helyi feladatait — ha jogszabály másként nem rendelkezik — első fokon a megyei (fővárosi, megyei jogú városi) tanács végrehajtó bizottsága mezőgazdasági osztálya, másodfokon az Országos Természetvédelmi Hivatal látta el.
Az Országos Természetvédelmi Hivatal mellett véleményező és tanácsadó szervként Természetvédelmi Tanács működött.
A Természetvédelmi Tanács elnöke az Országos Természetvédelmi Hivatal elnöke volt, tagjai pedig az Országos Természetvédelmi Hivatal elnökhelyettese és a Minisztertanács által meghatározott minisztériumok, tudományos, oktatási, művelődési intézmények és egyéb szervek vezetői által kiküldöttek.
1950 és 1965 között 135 területet nyilvánítottak védetté, kb. 10 000 ha összterülettel. Az ország máig is legjelentősebb parkjai és arborétumai közül sok ebben az időszakban lett védett.